# Luis Miguel Landa

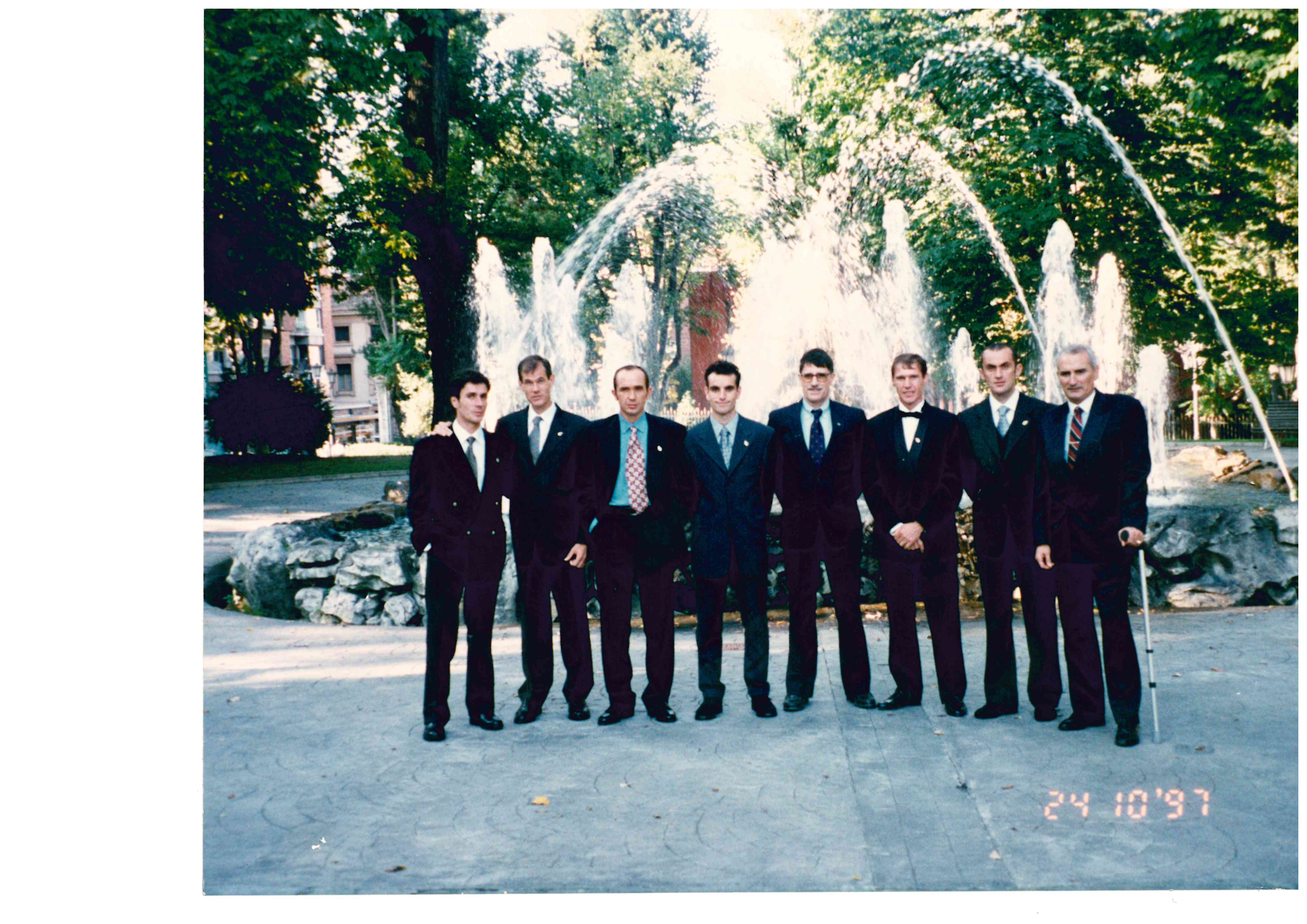
Luis Miguel Landa, Responsable del equipo ganador del Premio Príncipe de Asturias 1997

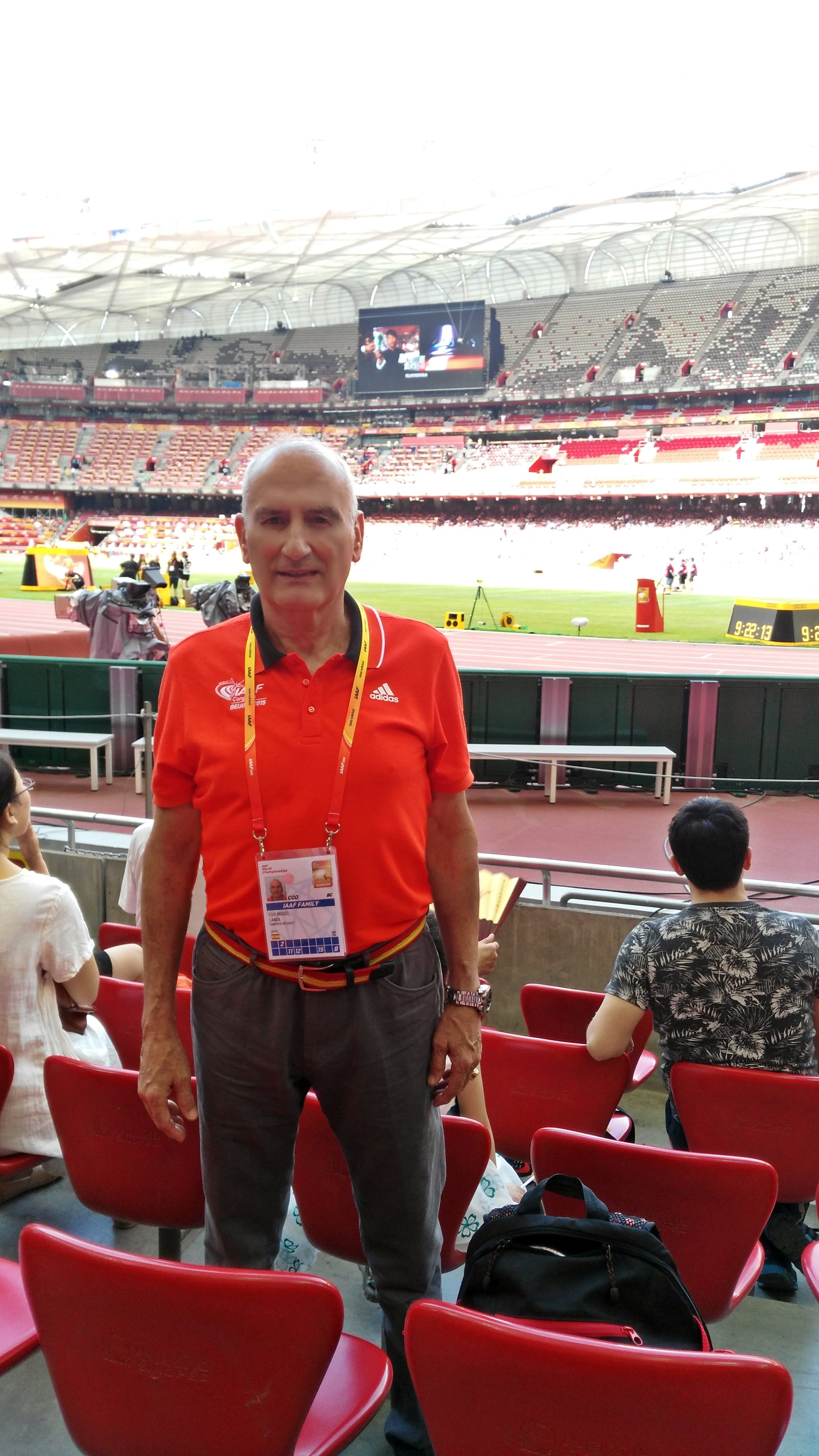
Luis Miguel Landa, atleta y responsable olímpico de fondo

Luis Miguel Landa (Valladolid, España, 18 de junio de 1942) es un reconocido atleta y entrenador español. Como entrenador ha ocupado cargos de máximo nivel técnico en las Federaciones Españolas de Esquí y de Atletismo llevado también atletas Olímpicos, Internacionales, numerosos campeones de España y ganadores de carreras importantes. En 1999 el periodista José María García dijo de él que era el “Padre del moderno Maratón español”.

## Titulaciones académicas
- Licenciado en Educación Física en 1972.
- Entrenador Nacional en 1973.
- Entrenador Nacional de Esquí de Fondo 1974
- Entrenador Nacional Diplomado en Carreras en 1979.
- Entrenador Especialista en Fondo Campo a Través y Carretera en 1993.
- Profesor de la Escuela Nacional de Entrenadores de Esquí (Fondo) 1972 - 1982
- Profesor de la Escuela Nacional de Entrenadores de la asignatura de Fondo y Campo a

Través. 

### Nacimiento e infancia
En 1956, entrenando con Constantino Pérez Barba, corre su primera carrera escolar en San Sebastián, el cross de Igueltegui (Martutene). 

### Comienzos
En 1958, ya en Madrid, ingresa en las filas del Club Canguro a las órdenes de Rafael Cabero Lataillade. Posteriormente entrenaría con Carlos Álvarez del Villar. En dicho Club ha sido Atleta, Directivo, Presidente y Entrenador. 
Acabó su época de atleta entrenando con Alfonso Ortega Cánovas.
Estudia Náutica en DEUSTO. Posteriormente deja la Marina para ingresar en 1968 en la 2ª Promoción del INEF de Madrid. En 1972 acaba la carrera de Profesor de Educación Física y entra de profesor en el colegio Nuestra Señora del Recuerdo de los PP. Jesuitas de Madrid hasta el año 2000. En el año 2014 es nombrado “Socio de Honor de la Asociación de Antiguos Alumnos de los colegios de Nuestra Señora del Recuerdo y de la Inmaculada de Areneros”.

### Carrera internacional
Ha asistido a nueve Juegos Olímpicos (1972, 1980, 1988, 1992, 1996, 2002, 2004, 2008, 2012) y durante 32 años a numerosos Campeonatos del Mundo y de Europa de Aire Libre, Pista Cubierta, Campo a Través y Ruta.

## Vida personal
En 2007 contrajo matrimonio con Dong Liu (Campeona del Mundo de 1.500 m)

## Palmarés
- Campeón España Universitario de Campo a Través en 1969 y subcampeón en 1966 y 68.
- Campeón de España Universitario de 3.000 obstáculos en 1969.
- Campeón de España Universitario de 5.000 m en 1972.
- Subcampeón de España de Campo a Través Militar en 1966.
- Campeón de España de Maratón en 1973 y tercero en el 1966 y 1969.
- Subcampeón España Gran Fondo (30km) en 1966 y 76. Tercero en 1968.
- Internacional en un Mundial Militar de Campo a Través.
- Internacional en dos Universiadas de Campo a Través.
- Internacional absoluto en 5 ocasiones.

## Actividad como entrenador
- Entrenador del Club Canguro de Atletismo desde 1970.
- Entrenador- Director del equipo Nacional de Esquí de Fondo (1970 – 1981 inclusive)
- Responsable Nacional de Maratón desde 1980 hasta noviembre de 2012.
- Responsable Nacional de Carretera, hombres y mujeres y de 3.000m y 10.000m mujeres

desde 1983 hasta 1988.
- Responsable Nacional de Fondo, Campo a Través, Maratón y Carretera desde 1988 hasta

noviembre de 2012.
- Técnico del Maratón de Madrid desde su fundación en 1978 hasta 1983.
- Seleccionador del Equipo de Europa de Medio Fondo y Fondo en las Copas del Mundo de

Londres (GBR) en1994 y Johannesburgo (RSA) en1998.
- Entrenador del Equipo de Europa de Campo a Través en Edimburgo (GBR) en 2016.

## Actividad como directivo
- Presidente del Club Canguro de Atletismo desde 1978 -1988.
- Miembro de la Asamblea y de la Junta Directiva de la Real Federación Española de 
Atletismo desde 1972 hasta el 1976.
- Fundador del Maratón Popular de Madrid y Vocal de su Junta Directiva desde 1978 a 1983.
- Miembro de la Asamblea y de la Junta Directiva y de la Comisión Delegada de la Real Federación Española de Atletismo desde 1981 hasta el 2008.
- Miembro de la Asamblea de la Real Federación Española de Atletismo 2008 al 2012.
- Alumno de la Academia Olímpica Española en Madrid 1969 al 1972.
- Alumno de la Academia Olímpica Internacional en Olimpia (GRE) en 1971.
- Presidente de la Comisión Nacional de Entrenadores de Atletismo 1996-2008.
- Miembro del Consejo de la Escuela Nacional de Entrenadores de Atletismo 1989-2008.
- Miembro del Comité de Campo a Través y Carretera de la IAAF 1999- 2007.
- Miembro del Comité de Campo a Través de la Asociación Europea de Atletismo 1995- 2015.
- Miembro de Comité de Campo a Través de la IAAF, 2007-2015. Reelegido 2015 – 2019.
- Oficial Internacional de Campo a Través y Carreras en Ruta de la IAAF, 2001-2017.
- Delegado Técnico Internacional de la AEA, IAAF y de la RFEA.

## Honores y galardones
- Víctor de Bronce al Mérito Deportivo en 1969.
- Responsable del equipo Nacional de Maratón ganador del “Premio Príncipe de Asturias" en 1997.
- Real Orden del Mérito Deportivo 2000. Categoría Bronce.
- Premio Juseppe Volpi como mejor Entrenador Europeo “Por su contribución al desarrollo del fondo en Europa” en 2006.
- Real Orden del Mérito Deportivo 2008. Categoría Plata.
- Placa Especial de la Real Federación Española de Atletismo en 2009.
- Premio de la Federación Europea de Atletismo en 2010.
- Premio Especial Real Federación Española de Atletismo en 2013.
- Premio Maratón de Madrid en 2013.
- Premio Entrenador de la Federación Europea de Atletismo 2014.

## Publicaciones
- “Sistemas de Entrenamiento de Esquí de Fondo 1”- (1972)
- “Apuntes del profesor y entrenador de Esquí de Fondo”- (1977)
- “Sistemas de Entrenamiento de Esquí de Fondo 2”- (1982)
- “Planes de entrenamiento” - (1986)
- “El maratón” - (1993)
- “Libro de Carreras” - (1998)
- “La Preparación de Corredor de Resistencia. Medio Fondo y Fondo” - (2005)
- “Entrenamiento de fondo para mujeres” - (2014)